# Llorenç Puig i Puigneró
Llorenç Puig i Puigneró (Vic, 1888 – Vic, 26 de març de 1971) fou geòleg i sacerdot. Va estudiar al Seminari de Vic i fou ordenat sacerdot el setembre de 1915. Escrigué un petit tractat sobre la recerca i la identificació de deus i aigües subterrànies titulat De dinàmica hídrica. En aquesta obra es tracta sobre quines són les condicions geològiques que propicien la formació de brolladors, i s'hi donen una sèrie de preceptes i regles sobre la recerca i l'aprofitament de les deus naturals. També s'hi aborden les qüestions relatives als pous artesians o ascendents i a les condicions que han de reunir els terrenys per a les aigües artesianes.